# Kobarid
Kobarid este o localitate din comuna Kobarid, Slovenia, cu o populație de 1.133 de locuitori.